# Leiden Classical
Leiden Classical è un progetto di calcolo distribuito open source gestito dall'Università di Leida. Il progetto sfrutta la piattaforma di calcolo BOINC (Berkeley Open Infrastructure for Network Computing) con lo scopo di creare una grande rete di personal computer dedicata a simulazioni di chimica e dinamica classica.
Il sistema può essere utilizzato da scienziati e ricercatori per risolvere complesse simulazioni fisico/meccaniche, ma anche da semplici studenti. Peculiarità di questo progetto è infatti la possibilità di essere utilizzato da chiunque abbia un progetto rilevante, ma sia sprovvisto di supercomputer o mezzi analoghi per portarlo avanti.
Il progetto, nato alla fine del 2005 nel dipartimento di chimica dell'antica università olandese, conta attualmente quasi 3.000 utenti attivi per una potenza di calcolo stimata in circa 4 TeraFLOPS. Dalla sua creazione ad oggi hanno preso parte al progetto oltre 16.000 persone.
Le applicazioni disponibili sono compatibili con sistemi FreeBSD, Linux, Mac OS e Windows.

## Simulazioni concluse
- PGO 2006: simulazione sull'acido cloridrico condotta da due studenti. È stato il primo progetto di Leiden Classical.
- PF 2006: studio portato avanti da numerosi studenti al secondo anno sull'equazione di stato dei gas perfetti.
- MM 2006: riproduzione degli esperimenti effettuati nel 1964 da Rahman sul coefficiente di diffusione dell'argon liquido.
- MQC 2007: utilizzato all'interno del corso di chimica quantistica, è stato un esperimento su un modello dell'acqua.
- LO1 2007: studio sulla chemisorzione dissociativa dell'idrogeno sul rame. Questo studio è legato al capitolo scritto da Leiden Classical nel libro dedicato al calcolo distribuito di Rechenkraft.net.
- PREUNIV 2007: ricerca condotta da due studenti delle scuole superiori sui punti di fusione e congelamento in un modello flessibile dell'acqua.
- LO1 2008: continuazione del primo progetto di Leiden: PGO 2006.
- LO2 2009: simulazione computerizzata sulla separazione di fase del benzene.

I risultati e la documentazione relativa a tutti i progetti conclusi sono gratuitamente scaricabili dal sito ufficiale.